# 德卧镇
德卧镇，是中华人民共和国贵州省黔西南布依族苗族自治州安龙县下辖的一个乡镇级行政单位。

## 行政区划
德卧镇下辖以下地区：
盘龙社区、德卧村、白水河村、坡告村、郎行村、甘河村、大水井村、扁占村、团山堡村、停西村、毛杉树村、马边田村和冗桑村。